# Lelio Landi
Lelio Landi (falecido a 24 de novembro de 1610) foi um prelado católico romano italiano que serviu como bispo de Nardò (1596–1610).

## Biografia
No dia 9 de setembro de 1596, Lelio Landi foi nomeado durante o papado de Clemente VIII como Bispo de Nardò, onde serviu como bispo até à sua morte a 24 de novembro de 1610.